# Toby Stephens
Toby Stephens (Londres, 21 de abril de 1969) es un actor británico, famoso por haber interpretado a Gustav Graves en Die Another Day, y al Capitán James Flint en la serie televisiva Black Sails, así como por sus numerosas participaciones en teatro, radio, cine y televisión.

## Biografía
Es hijo del actor Robert Stephens y de la actriz Maggie Smith. Su hermano mayor es el actor Chris Larkin; tiene un medio hermano mayor, Michael Stephens, y una media hermana. Sus padres se divorciaron cuando Toby tenía cuatro años.
Asistió a la prestigiosa escuela London Academy of Music and Dramatic Art.[cita requerida]
El 15 de septiembre del 2001, se casó con la actriz Anna-Louise Plowman. Su primer hijo Eli Alistair Stephens nació en mayo de 2007. Más tarde, en el 2009, tuvieron su hija, Tallulah Stephens, y poco después tuvieron a su segunda hija, Kura Stephens, en 2010.[cita requerida]

## Carrera
En 2000 interpretó a Frank Corvin de joven en la película Space Cowboys, Frank de adulto fue interpretado por el actor Clint Eastwood. Ese mismo año se unió al elenco de la película The Great Gatsby donde dio vida a Jay Gatsby.
En 2002 se unió al elenco de la película Die Another Day donde interpretó al villano principal Gustav Graves, el enemigo del agente James Bond (Pierce Brosnan).
En 2003 apareció en la aclamada miniserie Cambridge Spies donde interpretó a Kim Philby un miembro de alto rango de la inteligencia británica, en la miniserie también aparecieron los actores Tom Hollander, Stuart Laing, Rupert Penry-Jones y Samuel West. La miniserie es narrada desde el punto de vista de Philby, haciendo recuento de sus vidas y aventuras desde sus días en Cambridge en los años 30, y durante la Segunda Guerra Mundial, hasta la deserción de Burgess y Maclean in 1951. Ese mismo año apareció en la serie Perfect Strangers donde interpretó a Charles, junto a Michael Gambon, Lindsay Duncan y Matthew Macfadyen.
En 2005 se unió al elenco de la película The Queen's Sister donde dio vida a Tony Armstrong Jones, el Lord de Snowdon.
En 2009 apareció de forma recurrente en la tercera y última temporada de la serie Robin Hood donde interpretó al malvado Príncipe John de Inglaterra, el hermano del buen Ricardo I de Inglaterra.
En 2010 se unió al elenco de la serie Vexed donde interpretó al Detective Inspector Jack Armstrong junto a Miranda Raison.
En 2011 apareció como invitado en la serie Law & Order: UK donde interpretó al doctor Martin Middlebrook, quien atendió a un hombre acusado de asesinar a un hombre, Martin es llamado a testificar acerca de su expaciente, sin embargo poco después los fiscales descubren que Martin engañó al joven acusado, diciéndole que estaba enfermo y recetándole medicamentos que no le hacían nada y al final el doctor termina siendo arrestado y encarcelado.
A fines de 2012, Toby Stephens volvió a interpretar al villano Gustav Graves para el videojuego conmemorativo de los 50 años de James Bond: 007 Legends.
En 2014 se unió al elenco principal de la serie Black Sails donde interpreta al famoso capitán J. Flint, el pirata más peligroso durante la época dorada de la piratería.
El 21 de julio de 2016 se anunció que Toby se había unido al elenco de la película Hunter Killer donde dará vida al teniente Beaman, encargado de dirigir al equipo "Black Ops". En la película compartirá créditos con el actor Gerard Butler.
A finales de septiembre del mismo año se anunció que se había unido al reparto de la serie de Netflix, Lost In Space, la cual es una nueva adaptación de la serie de 1965 Perdidos en el espacio. En ella interpreta al marine y padre de familia John Robinson

## Filmografía[9]

### Series de televisión
| Año         | Título                                | Personaje                | Notas                                                      |
| ----------- | ------------------------------------- | ------------------------ | ---------------------------------------------------------- |
| 1992        | The Camomile Lawn                     | Oliver                   | 3 episodios - miniserie                                    |
| 1996        | The Tenant of Wildfell Hall           | Gilbert Markham          | 3 episodios - miniserie                                    |
| 2001        | Perfect Strangers                     | Charles                  | 3 episodios                                                |
| 2002        | Napoléon                              | Tsar Alexander I         | miniserie                                                  |
| 2003        | Agatha Christie's Poirot              | Philip Blake             | episodio "Five Little Pigs"                                |
| 2003        | Cambridge Spies                       | Kim Philby               | 4 episodios - miniserie                                    |
| 2005        | Waking the Dead                       | Dr. Nick Henderson       | 2 episodios                                                |
| 2006        | Jane Eyre                             | Edward Fairfax Rochester | 4 episodios - miniserie                                    |
| 2006        | Revealed                              | Narrador                 | episodio "The Umbrella Assassin"                           |
| 2007        | The Wild West                         | George Custer            | episodio "Custer's Last Stand" - miniserie                 |
| 2008        | Wired                                 | Crawford Hill            | 3 episodios                                                |
| 2009        | Robin Hood                            | Príncipe John            | 3 episodios                                                |
| 2010        | Strike Back                           | Frank Arlington          | 2 episodios                                                |
| 2010 - 2012 | Vexed                                 | Det. Jack Armstrong      | 9 episodios                                                |
| 2011        | Law & Order: UK                       | Dr. Martin Middlebrook   | episodio "Trial"                                           |
| 2012        | Mystery!                              | -                        | episodio "Inspector Lewis, Series V: Generation of Vipers" |
| 2012        | Lewis                                 | David Connelly           | episodio "Generation of Vipers"                            |
| 2014 - 2017 | Black Sails                           | Capitán James Flint      | Elenco principal, serie de TV Starz                        |
| 2015        | And Then There Were None              | Dr. Edward Armstrong     | 3 episodios - miniserie                                    |
| 2019        | Summer of Rockets                     | Samuel                   | Elenco principal 9 episodios, miniserie de TV              |
| 2018 - 2021 | Lost In Space                         | John Robinson            | 28 episodios                                               |
| 2024        | Percy Jackson y los dioses del Olimpo | Poseidón                 | Invitado, serie de TV Disney+                              |

### Películas
| Año  | Título                                       | Personaje              | Notas                                                                                       |
| ---- | -------------------------------------------- | ---------------------- | ------------------------------------------------------------------------------------------- |
| 1992 | Orlando                                      | Othello                | junto a Tilda Swinton, Billy Zane y Lothaire Bluteau                                        |
| 1996 | Twelfth Night                                | Duque Orsino           | junto a Ben Kingsley, Helena Bonham Carter, Steven Mackintosh y Imelda Staunton             |
| 1997 | Photographing Fairies                        | Charles Castle         | junto a Ben Kingsley, Rachel Shelley y Edward Hardwicke                                     |
| 1998 | Cousin Bette                                 | Victorin Hulot         | junto a Jessica Lange, Elisabeth Shue, Bob Hoskins, Hugh Laurie y Aden Young                |
| 1999 | Onegin                                       | Lensky                 | junto a Ralph Fiennes, Harriet Walter, Liv Tyler, Irene Worth, Lena Headey y Alun Armstrong |
| 1999 | Sunset Heights                               | Luke Bradley           | junto a Jim Norton, James Cosmo y Don Baker                                                 |
| 2000 | Space Cowboys                                | Joven Frank Corvin     | junto a Eli Craig, John Mallory Asher, Matt McColm y Billie Worley                          |
| 2000 | The Great Gatsby                             | Jay Gatsby             | junto a Mira Sorvino, Paul Rudd y Martin Donovan                                            |
| 2000 | The Announcement                             | Ross                   | junto a Mark Addy, Tom Hollander, Lennie James y Heike Makatsch                             |
| 2002 | Die Another Day                              | Gustav Graves          | junto a Pierce Brosnan, Rosamund Pike, Judi Dench y Halle Berry                             |
| 2002 | Possession                                   | Fergus Wolfe           | junto a Aaron Eckhart, Gwyneth Paltrow, Jeremy Northam y Tom Hollander                      |
| 2004 | London                                       | Casanova               | junto a Jim Carter, Tom Hollander, Philip Jackson y Derek Jacobi                            |
| 2004 | Terkel i knibe                               | Justin                 | junto a Bill Bailey, Olivia Colman y Helena Roman                                           |
| 2005 | The Queen's Sister                           | Tony Armstrong Jones   | junto a Jonathan Hansler, Lucy Cohu y David Threlfall                                       |
| 2005 | The Rising: Ballad of Mangal Pandey          | Capitán William Gordon | junto a Aamir Khan, Rani Mukerji y Om Puri                                                  |
| 2005 | El sueño de una noche de San Juan            | Demetrius              | junto a Pedro Granger, Bernard Hill, Rhys Ifans, Carmen Machi y Romola Garai                |
| 2006 | Severance                                    | Harris                 | junto a Tim McInnerny, Laura Harris y Danny Dyer                                            |
| 2006 | Dark Corners                                 | Dr. Woodleigh          | junto a Thora Birch, Christien Anholt y Joanna Hole                                         |
| 2006 | Sharpe's Challenge                           | Dodd                   | junto a Sean Bean, Padma Lakshmi, Aurélien Recoing y Lucy Brown                             |
| 2006 | The Best Man                                 | Peter Tremaine         | junto a Richard Coyle, Keeley Hawes, George Irving y Indra Ové                              |
| 2007 | One Day                                      | Mr. Buckel             | corto - junto a Caroline Fitzgerald, Tanya Franks y Tim McInnerny                           |
| 2010 | The Lost Explorer                            | Gerald Piker-Smith     | corto - junto a Dexter Fletcher, Jessica Hynes y Olympia Campbell                           |
| 2010 | Marple: The Blue Geranium                    | George Pritchard       | junto a Julia McKenzie, Sharon Small, Joanna Page y Kevin McNally                           |
| 2012 | Londres: Distrito criminal (The Deadly Game) | Riley                  | junto a Elsa Pataky, Rufus Sewell, Gabriel Byrne, James Frain, Julian Sands y Leo Gregory   |
| 2012 | Theatre of Dreamsn                           | Dr. Farquar            | junto a Natascha McElhone, Brian Cox, James Callis y Kate Ashfield                          |
| 2013 | Believe                                      | Doctor Farquar         | junto a Brian Cox, Natascha McElhone, James Callis y Kate Ashfield                          |
| 2013 | The Machine                                  | Vincent                | junto a Caity Lotz, Denis Lawson, Sam Hazeldine y Lee Nicholas Harris                       |
| 2016 | Hunter Killer                                | Lt. Beaman             | junto a Gerard Butler                                                                       |
| 2016 | 13 Horas: Los soldados secretos de Bengasi   | Glen "Bub" Doherty     | junto a John Krasinski, Pablo Schreiber, David Denman, Dominic Fumusa y Max Martini         |

### Videojuegos
| Año  | Título      | Personaje     | Notas                           |
| ---- | ----------- | ------------- | ------------------------------- |
| 2012 | 007 Legends | Gustav Graves | prestó su voz para el personaje |

### Radio
| Año  | Programa                     | Personaje                                            | Notas                                                              |
| ---- | ---------------------------- | ---------------------------------------------------- | ------------------------------------------------------------------ |
| 1994 | Time and the Conways         | Robin                                                | drama radiofónico basado en la obra de teatro Time and the Conways |
| 1995 | The Prince's Choice          | Coriolanus, Hamlet, Henry V, Henry IV & Edward Poins | -                                                                  |
| 1997 | Anna Karenina                | Conde Vronsky                                        | -                                                                  |
| 1997 | Birdsong                     | Stephen Wraysford                                    | 3 episodios                                                        |
| 1997 | The Guns of Navarone         | Mallory                                              | 2 episodios                                                        |
| 1997 | The Lifted Veil              | Latimer                                              | -                                                                  |
| 1997 | As You Like It               | Orlando                                              | -                                                                  |
| 1998 | The Troy trilogy             | Achilles                                             | 3 episodios - junto a Paul Scofield                                |
| 1999 | Macbeth                      | Macbeth                                              | -                                                                  |
| 2001 | King Lear                    | Edmund                                               | junto a Paul Scofield                                              |
| 2002 | Aeneid                       | Aeneas                                               | junto a Paul Scofield                                              |
| 2002 | The Woman in White           | Walter Hartright                                     |                                                                    |
| 2003 | Dionysos                     | Pentheus, Rey de Thebes                              | junto a Paul Scofield                                              |
| 2005 | Much Ado About Nothing       | Benedick                                             | -                                                                  |
| 2006 | Shylock                      | Bassanio                                             | -                                                                  |
| 2008 | Missing Dates                | Jason (Japes)                                        | -                                                                  |
| 2008 | Dr. No                       | James Bond                                           | -                                                                  |
| 2008 | Let's Murder Vivaldi         | Ben                                                  | -                                                                  |
| 2008 | Coda                         | Simon Gray                                           | -                                                                  |
| 2009 | Becket                       | Rey Henry II                                         | -                                                                  |
| 2009 | Journey Into Space: The Host | Jet                                                  | -                                                                  |
| 2009 | My Dark Places               | James Ellroy                                         | -                                                                  |
| 2010 | No Place Like Home           | Jonathan                                             | -                                                                  |
| 2010 | Goldfinger                   | James Bond                                           | junto a Ian McKellen y Rosamund Pike                               |
| 2011 | The Lady in the Lake         | Detective Philip Marlowe                             | -                                                                  |
| 2011 | The Big Sleep                | Detective Philip Marlowe                             | -                                                                  |
| 2011 | Farewell, My Lovely          | Detective Philip Marlowe                             | -                                                                  |
| 2011 | Playback                     | Detective Philip Marlowe                             | -                                                                  |
| 2011 | The Long Goodbye             | Detective Philip Marlowe                             | -                                                                  |
| 2011 | The High Window              | Detective Philip Marlowe                             | -                                                                  |
| 2011 | The Little Sister            | Detective Philip Marlowe                             | -                                                                  |
| 2011 | Poodle Springs               | Detective Philip Marlowe                             | -                                                                  |

### Teatro
| Año         | Obra                      | Personaje                | Director         | Teatro              | Notas                                                            |
| ----------- | ------------------------- | ------------------------ | ---------------- | ------------------- | ---------------------------------------------------------------- |
| 1992        | All's Well That Ends Well | Bertram                  | Sir Peter Hall   | RSC Theatre         | -                                                                |
| 1992        | Antony and Cleopatra      | Pompey                   | John Caird       | RSC Theatre         | -                                                                |
| 1992        | Tamburlaine               | Celebinus/Rey de Argier  | Terry Hands      | RSC Theatre         | -                                                                |
| 1992        | Tartuffe                  | Damis                    | Sir Peter Hall   | Playhouse Theatre   | -                                                                |
| 1993        | Wallenstein               | Max Piccolomini          | Tim Albery       | RSC Theatre         | -                                                                |
| 1994        | Measure for Measure       | Claudio                  | Steven Pimlott   | RSC Theatre         | -                                                                |
| 1994        | Unfinished Business       | Joven Beamish            | Steven Pimlott   | The Pit Theatre     | junto a Jasper Britton, Gemma Jones y Philip Voss                |
| 1994 - 1995 | Coriolanus                | Caius Marcius Coriolanus | David Thacker    | Barbican Theatre    | -                                                                |
| 1995        | A Midsummer's Night Dream | Lysander                 | Adrian Noble     | Barbican Theatre    | junto a Alex Jennings, Stella Gonet, Barry Lynch y Philip Voss   |
| 1996        | A Streetcar Named Desire  | Stanley Kowalski         | Sir Peter Hall   | Haymarket Theatre   | -                                                                |
| 1998 - 1999 | Britannicus               | Nero                     | Jonathan Kent    | Almeida Academy     | -                                                                |
| 1998 - 1999 | Phedre                    | Hippolytus               | Jonathan Kent    | Almeida Academy     | -                                                                |
| 1999        | Ring Round the Moon       | Hugo/Frederick           | Gerry Gutierrez  | Lincoln Theatre     | -                                                                |
| 2001        | The Royal Family          | Anthony Cavendish        | Peter Hall       | Haymarket Theatre   | junto a Judi Dench, Peter Bowles, Harriet Walter y Philip Voss   |
| 2001        | Japes                     | Japes                    | Sir Peter Hall   | Haymarket Theatre   | -                                                                |
| 2004        | The Pilate Workshop       | Jesus                    | Michael Boyd     | RSC Theatre         | -                                                                |
| 2004        | Hamlet                    | Hamlet                   | Michael Boyd     | RSC Theatre         | junto a Greg Hicks                                               |
| 2007        | Betrayal                  | Jerry                    | Roger Michell    | Donmar W. Theatre   | junto a Samuel West y Dervla Kirwan                              |
| 2007 - 2008 | The Country Wife          | Harry Horner             | Jonathan Kent    | Haymarket Theatre   | junto a Patricia Hodge, David Haig, Fiona Glascott y Janet Brown |
| 2009        | A Doll's House            | Thomas                   | Kfir Yefet       | Donmar W. Theatre   | junto a Gillian Anderson y Christopher Eccleston                 |
| 2010        | Danton's Death            | Georges Danton           | Michael Grandage | National Theatre    | junto a Elliot Levey, Eleanor Matsuura y Barnaby Kay             |
| 2010        | The Real Thing            | Henry                    | Anna Mackmin     | The Old Vic Theatre | junto a Hattie Morahan                                           |

### Narrador y lector
| Año         | Título                                                        | Notas                             |
| ----------- | ------------------------------------------------------------- | --------------------------------- |
| 1999        | Tales from the Arabian Nights                                 | narrador                          |
| 1999        | Onegin                                                        | intérprete "Gelder Rose in Bloom" |
| 2000        | Conversations with Napoleon                                   | lector                            |
| 2001        | On the Road                                                   | narrador                          |
| 2002        | The Riddle of the Sands                                       | narrador                          |
| 2004        | Will in the World                                             | lector                            |
| 2007        | Flashman on the March                                         | narrador                          |
| 2007        | Heart of Darkness                                             | narrador                          |
| 2008        | Flashman and the Dragon                                       | narrador                          |
| 2008        | The Good Soldier                                              | narrador                          |
| 2008 – 2009 | The Dark Flower                                               | narrador                          |
| 2009        | King Solomon's Mines                                          | narrador                          |
| 2010        | Dick Barton Special Agent: The Mystery of the Missing Formula | narrador                          |
| 2010        | Lost: The Mystery of Flight 447                               | documental - narrador             |
| 2011        | Carte Blanche                                                 | narrador                          |
| 2011        | Paul Temple Intervenes                                        | narrador                          |
| 2011        | Paul Temple and the Margo Mystery                             | narrador                          |
| 2011        | Paul Temple and the Geneva Mystery                            | narrador                          |
| 2011        | King James Version of the Bible                               | narrador                          |

## Premios y nominaciones
| Año  | Categoría                                                          | Premio          | Película        | Resultado |
| ---- | ------------------------------------------------------------------ | --------------- | --------------- | --------- |
| 2003 | Best Actor in a Miniseries or a Motion Picture Made for Television | Saturn Award    | Die Another Day | Nominado  |
| 2007 | Best Supporting Actor                                              | Satellite Award | Jane Eyre       | Nominado  |